# Ewa Kasprzyk (aktorka)
Ewa Jadwiga Kasprzyk, także Ewa Kasprzyk-Bernatowicz (ur. 1 stycznia 1957 w Stargardzie Szczecińskim) – polska aktorka teatralna, telewizyjna i filmowa.

## Życiorys

### Kariera teatralna
Podczas studiów pedagogicznych na Uniwersytecie Pomorskim w Słupsku występowała w lokalnym teatrze amatorskim i koszalińskim zespole pantomimy. Przy trzecim podejściu zdała egzaminy do PWST w Krakowie, które ukończyła w 1983. W trakcie studiów mieszkała z Ewą Lassek, która została jej aktorską mentorką.
W 1983 dołączyła do zespołu gdańskiego Teatru Wybrzeże, w którym występowała do 2000. W tym teatrze zadebiutowała rola w spektaklu Tibora Déry’ego Reportaż z pop festiwalu (reż. Krzysztof Gordon), następnie zagrała w przedstawieniach m.in. Kazimierza Kutza (Batałajkin i spółka), Stanisława Różewicza (Sztukmistrz z Lublina według Singera) i Mikołaja Grabowskiego (Stąd do Ameryki), a także główne role żeńskie u Krzysztofa Babickiego (Antoniusz i Kleopatra, Trzy siostry) i Barbary Sass (Tutam, Dwoje na huśtawce). Zagrała także w spektaklu Wilki w Teatrze Atelier w Sopocie.
W 2000 została aktorką Teatru Kwadrat w Warszawie, w którym gra m.in. Annę Lewandowską w spektaklu Berek, czyli upiór w moherze (od 2008) i Virginię Noyes w To tylko sztuka (od 2013). Krytyka wysoko oceniła jej tytułową rolę w monodramie Patty Diphusa, teatralnej adaptacji jednego z opowiadań Pedro Almodóvara, w krórej wcieliła się w postać światowej gwiazdy porno. W 2006 zagrała Marilyn Monroe w monodramie Marilyn i papież. Listy między piekłem a niebem w Teatrze Polonia. Od 2011 występowała w roli piosenkarki Violetty Villas w spektaklu kostiumowym Kallas, czyli spotkanie dwóch legend... Marcina Szczygielskiego. W marcu 2011 z okazji 25-lecia pracy artystycznej wystawiła premierowo monodram Super Susan w Teatrze Kamienica w Warszawie.

### Kariera filmowa i serialowa
Na wielkim ekranie zadebiutowała rolą zaradnej Kwiryny w filmie Barbary Sass Dziewczęta z Nowolipek (1985). Następnie wystąpiła w roli siostry Marii w horrorze psychologicznym Jacka Koprowicza Medium (1985). Zagrała pierwszoplanowe role w czterech filmach Romana Załuskiego: najpierw nieufną matkę samotnie wychowującą syna w dramacie psychologicznym Głód serca (1986), następnie Basię Wolańską, histeryczną, skąpą, zazdrosną, podejrzliwą i kłótliwą żonę docenta Wolańskiego, w kultowych komediach Kogel-mogel (1988) i Galimatias, czyli kogel-mogel II (1989), a także Marię, kurę domową porzucającą rodzinę i rozpoczynającą samodzielną karierę w Warszawie, w filmie Komedia małżeńska (1993).

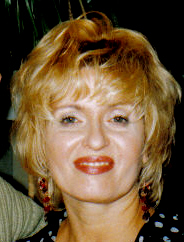
Kasprzyk (2007)

Odrzuciła propozycję zagrania Wincenty w serialu Rzeka kłamstwa (1989) w TVP1. W latach 90. ograniczyła występy w filmie, skupiając się na pracy teatralnej. W tym czasie zagrała jedynie kilka drugoplanowych ról, m.in. w serialu Radio Romans i Ewę, kochankę Nawrota (Daniel Olbrychski) w filmie Radosława Piwowarskiego Kolejność uczuć (1993). Zagrała główną rolę, biolożkę Ewę, w filmie Grzegorza Królikiewicza Drzewa (1996). W 1998 została obsadzona w roli Ilony Clark-Kowalskiej – zdecydowanej, silnej, pewnej siebie, nowoczesnej i dojrzałej kobiety – w telenoweli Złotopolscy, która zyskała olbrzymią popularność wśród masowej widowni.
Za rolę Elżbiety, niezrównoważonej, egzaltowanej, rozczarowanej gwiazdy zafascynowanej Violettą Villas, która swoje niespełnione ambicje artystyczne próbuje zrekompensować, posyłając córkę na konkursy i przesłuchania, w Bellissimie (2000) Artura Urbańskiego otrzymała dobre recenzje krytyków i nagrodę dla najlepszej aktorki na 26. FPFF w Gdyni. Otrzymała propozycję zagrania Podstoliny w ekranizacji Zemsty Aleksandra Fredry, jednak w tę rolę u Andrzeja Wajdy ostatecznie wcieliła się Katarzyna Figura. Pojawiła się w filmie Marcina Wrony Człowiek magnes (2001). W kolejnych latach zagrała m.in. w Karierze Nikosia Dyzmy (2002) i Warszawie (2003). Zagrała starą prostytutkę-oszustkę Lolę Katafalk w komedii lirycznej Cudownie ocalony (2004).
Zagrała w serialach telewizyjnych: Magda M., Codzienna 2 m. 3 i Przyjaciółki.

### Działalność pozaaktorska
W 2013 odcisnęła swoją dłoń na Promenadzie Gwiazd w Międzyzdrojach.
Aktywnie wspiera społeczność LGBT i postrzegana jest jako ikona gejowska. W 2009 otrzymała nagrodę „Hiacynta” od Fundacji Równości za „zasługi dla tolerancji, równouprawnienia i walki z dyskryminacją”.
W 2015 uczestniczyła w trzeciej edycji programu rozrywkowego Polsatu Dancing with the Stars. Taniec z gwiazdami, a w 2024 została jedną z jurorek, zasiadając w jury od czternastej edycji programu. W 2021 wraz z Michałem Kozerskim uczestniczyła w pierwszej edycji reality show TVN Power Couple. W latach 2020–2024 była ambasadorką sieci sklepów meblowych Agata Meble.

## Życie prywatne
Jest córką Leona i Stanisławy Kasprzyków, dyrektora szkoły podstawowej w Stargardzie i nauczyciela języka rosyjskiego oraz kierowniczki restauracji „Smakosz” i „Syrena”. Ma dwoje starszego rodzeństwa: siostrę Bożenę i brata Bogdana. Od strony ojca ma korzenie białoruskie – jego rodzina nosiła nazwisko Gawrosz i pochodziła z Baranowicz.
Rozwiodła się z inżynierem budowy statków Jerzym Bernatowiczem, z którym ma córkę, Małgorzatę (ur. 1986), piosenkarkę. Od października 2018 pozostaje w nieformalnym związku z Michałem Kozerskim.

## Filmografia
- 1980 – Królowa Bona jako dwórka[42]
- 1982 – Epitafium dla Barbary Radziwiłłówny jako dziewka
- 1985 – Dziewczęta z Nowolipek jako Kwiryna
- 1985 – Medium jako siostra Maria
- 1985 – Rajska jabłoń jako Kwiryna
- 1986 – Głód serca (film tv) jako Maria Chojnacka
- 1988 – Kogel-mogel jako Barbara Wolańska
- 1989 – Galimatias, czyli kogel-mogel II jako Barbara Wolańska
- 1989 – Jemioła jako Julia
- 1993 – Czterdziestolatek. 20 lat później (serial, odc. 3) jako właścicielka domu aukcyjnego
- 1993 – Kolejność uczuć jako Ewa, kochanka Nawrota
- 1993 – Komedia małżeńska jako Maria Kozłowska
- 1993 – Pajęczarki jako żona Brunona
- 1993 – Polski crash (film tv) jako barmanka Luśka
- 1993 – Śliczna dziewczyna (film tv) jako żona
- 1994–1995 – Radio Romans (serial) jako aktorka Łucja Maj
- 1995 – Drzewa jako Ewa
- 1997 – Kochaj i rób co chcesz jako Nowakowa, matka Agnieszki
- 1999 – O dwóch takich, co nic nie ukradli jako żona burmistrza
- 1999 – Policjanci (serial, odc. 1 i 9) jako żona ministra Puchacza
- 2000 – Bellissima jako Elżbieta, matka Marysi
- 2001 – Buła i spóła (serial, odc. 16 i 20) jako Piórkowska, nauczycielka Walda
- 2001 – Człowiek magnes jako matka Artura
- 2001 – Licencja na zaliczanie jako mama
- 2002 – Kariera Nikosia Dyzmy jako senator Anna Walewska
- 2002 – To tu, to tam jako Violetta
- 2003 – Warszawa jako Gębalska
- 2004 – Cudownie ocalony jako Lola Katafalk
- 2005 – Kochankowie z Marony jako Eufrozyna
- 1998–2010 – Złotopolscy (serial) jako Ilona Clark-Kowalska
- 2006–2007 – Codzienna 2 m. 3 (serial) jako Wiktoria
- 2006–2007 – Królowie śródmieścia jako Irena
- 2005–2007 – Magda M. (serial) jako Teresa Miłowicz, matka Magdaleny Miłowicz
- 2007 – Prawo miasta (serial) jako Barbara Sarnecka-Wesołowska, matka Jagi
- 2007 Pitbull jako Jadzia, konkubina Jaworskiego (odc. 7)
- 2008–2012 – Na dobre i na złe (serial) jako Elżbieta Żak, dyrektorka administracyjna szpitala w Leśnej Górze
- 2009 – Wojna polsko-ruska jako matka Silnego
- 2009 – Królowa śniegu jako matka homoseksualisty
- 2009 – Londyńczycy 2 jako matka Wioli (odc. 2)
- 2010–2011 – Prosto w serce jako Nina Wójcik, mama Czarka
- 2011 – Och, Karol 2 jako mama Karola
- 2012 – Komisarz Alex jako Grażyna Chowaniec (odc. 6)
- 2012 – Prawo Agaty jako matka Oli
- 2012 – Ja to mam szczęście! jako Katarzyna, matka Jerzego
- 2012–2018 – Przyjaciółki jako Maria Strzelecka, matka Pawła
- 2013 – Kanadyjskie sukienki jako Barbara, wnuczka Poli Negri
- 2015 – Nie rób scen jako Maryla, matka Olgi
- 2015 – Blondynka jako Izabela Rychter
- 2016 – Druga szansa jako aktorka (odc. 1)
- 2016 – Kobiety bez wstydu jako Ewa Ordon
- od 2018 – M jak miłość jako Weronika Sobańska
- 2018 – Narzeczony na niby jako ciotka Maria
- 2018 – Plagi Breslau jako Alicja Drewniak, matka Magdy
- 2019 – Miszmasz, czyli kogel-mogel 3 jako Barbara Wolańska
- 2019 – Polityka jako Beata Szydło
- 2019 – Solid Gold jako Paulina
- 2020 – Banksterzy jako matka Magdy
- 2021–2022 – Komisarz Mama jako Aleksandra Branicka, mama Piotra i Adama
- 2022 – Koniec świata, czyli kogel-mogel 4 jako Barbara Wolańska
- od 2022 – Rodzina na Maxa jako Maria, teściowa Karoliny
- 2023 – Chłopi jako Marcjanna Pacześ Dominikowa

### Dubbing
- 2010 – Disco robaczki jako matka Bogdana
- 2010 – Psy i koty: Odwet Kitty jako Kitty Galore
- 2014 – Pszczółka Maja – niania[43]

### Teledyski
- 2010 – „Kim tu jestem” (wyk. Justyna Steczkowska)
- 2013 – „Kadr” (wyk. MashMish)
- 2015 – „Megiera” (wyk. Sławomir Zapała)

## Odznaczenia
- Srebrny Krzyż Zasługi (11 października 1996)[44].

## Nagrody
- Nagroda na FPFF w Gdyni 2001 – pierwszoplanowa rola żeńska (Bellissima)